# توماس ديفاني
توماس ديفاني (بالإنجليزية: Thomas Devaney)‏ هو أستاذ جامعي وموسيقي وشاعر أمريكي، ولد في 1969 في فيلادلفيا في الولايات المتحدة.